# Norflurazon
Norflurazon ist eine chemische Verbindung aus der Gruppe der Pyridazinone.

## Gewinnung und Darstellung
Norflurazon kann durch Reaktion von 3-Trifluormethylanilin mit Natriumnitrit, Natriumsulfit, Mucochlorsäure und Methylamin hergestellt werden.

## Eigenschaften
Norflurazon liegt als farblose, hellgraue oder -braune geruchlose lichtempfindliche Kristalle vor, die unlöslich in Wasser sind. Es ist stabil sauren und basischen Bedingungen, zersetzt sich aber bei Einwirkung von Sonnenlicht.

## Verwendung
Norflurazon ist ein in den 1970er Jahren von Sandoz entwickeltes Herbizid (Pflanzenschutzmittel) aus der Gruppe der Pyridazin-Derivate (siehe auch Lactame).
Es wird zum Beispiel bei Baumwolle und Preiselbeeren eingesetzt. Es wirkt durch Hemmung der Photosynthese durch Reduzierung der Carotinoid-Biosynthese durch Hemmung der Phytoen-Desaturase.
In den EU-Staaten wie Deutschland und Österreich sowie in der Schweiz sind keine Pflanzenschutzmittel mit diesem Wirkstoff zugelassen.